# John Watkiss
John Watkiss, né le 28 juillet 1961 à Stoke-on-Trent (Angleterre), et mort le 20 janvier 2017, est un artiste anglais, spécialisé dans le dessin.

## Biographie
Il est diplômé de la Faculté des arts et architecture de l'université de Brighton avec un Bachelor en art.
John commence sa carrière à Londres en tant que portraitiste et illustrateur, puis également enseigné l'anatomie et les beaux-arts au Royal College of Art. 
Il a travaillé pour le musée du cinéma à Londres, pour les réalisateurs Steven Spielberg s ' Amblimation, Derek Jarman, Saatchi & Saatchi, Ridley Scott Associates, Francis Ford Coppola, DreamWorks, 20th Century Fox et Disney (où il travaillé sur le film d'animation 1999 Tarzan).